# Simpatico mascalzone
Simpatico mascalzone è un film del 1959 diretto da Mario Amendola.